# 東海テック
株式会社東海テック（とうかいてっく）とは、かつて存在した日立グループ企業としてユビキタス製品や携帯電話製品の生産を主体に行なっている企業である。その他、金型製作、基板の高密度実装、機構部品のプラスチック部品成形、UV塗装なども行なっていた。

## 沿革
- 1979年 - 東海電子工業株式会社として創業
- 1994年 -  日立製作所関連会社3社と統合合併
- 1996年 -  株式会社東海テックへ社名変更。ISO9002（品質マネジメントシステム）認証取得
- 1997年 -  ISO1400（環境マネジメントシステム）認証取得
- 2003年 -  ISO9001（2000年版）認証取得
- 2012年 -  解散